# Peromyscus melanotis
Peromyscus melanotis är en däggdjursart som beskrevs av J. A. Allen och Chapman 1897. Peromyscus melanotis ingår i släktet hjortråttor och familjen hamsterartade gnagare. IUCN kategoriserar arten globalt som livskraftig. Inga underarter finns listade i Catalogue of Life.
Denna gnagare förekommer i kulliga områden och i bergstrakter i centrala och norra Mexiko. En liten avskild population finns dessutom i södra Arizona (USA). Peromyscus melanotis lever främst i klippiga områden som är täckta av lövfällande skogar, barrskogar eller ängar.
Individerna är allätare och aktiva på natten. Dräktiga honor dokumenterades under olika månader och en kull har cirka 4 ungar, ibland upp till 5 ungar. Vid minst ett tillfälle förekom fertila hybrider med vanlig hjortråtta (Peromyscus maniculatus) efter att de sattes i samma bur. Det var troligen ett undantag.